# Museo Mapuche de Cañete
El Museo Mapuche de Cañete es un museo ubicado en la ciudad de Cañete, en la provincia de Arauco, Región del Biobío. El objetivo de este museo es rendir homenaje a la cultura del Pueblo Mapuche, resguardando su valioso patrimonio material ancestral.

## Historia
Fue creado por ley en 1969, abriendo sus puertas al público en 1977. El primer nombre que tuvo fue Museo Folklórico Araucano Juan Antonio Ríos Morales, como homenaje al expresidente de Chile, que fue originario de la ciudad de Cañete.
Tuvo diferentes ubicaciones en la ciudad de Cañete antes de asentarse definitivamente en la calle Camino Contulmo, a través de financiamiento estatal para expropiar el recinto.
En junio de 2010, por solicitud de las comunidades mapuche del territorio, este edificio se comenzó a llamar Ruka Kimvn taiñ Volil, Juan Antonio Cayupi Huechicura, como un homenaje al último lonko que vivió en el terreno donde actualmente está ubicado el museo.
En septiembre de 2020, en medio de los incidentes en la Araucanía de ese año, el museo sufrió el robo de parte de su colección de textilería y platería mapuche, presumiblemente para fines de expoliación.